# Raikküla
Raikküla (německy Rayküll) je vesnice v estonském kraji Raplamaa, samosprávně patřící do obce Rapla.